# 蘇霍沃利亞 (利沃夫區)
49°49′48″N 23°50′36″E / 49.83000°N 23.84333°E

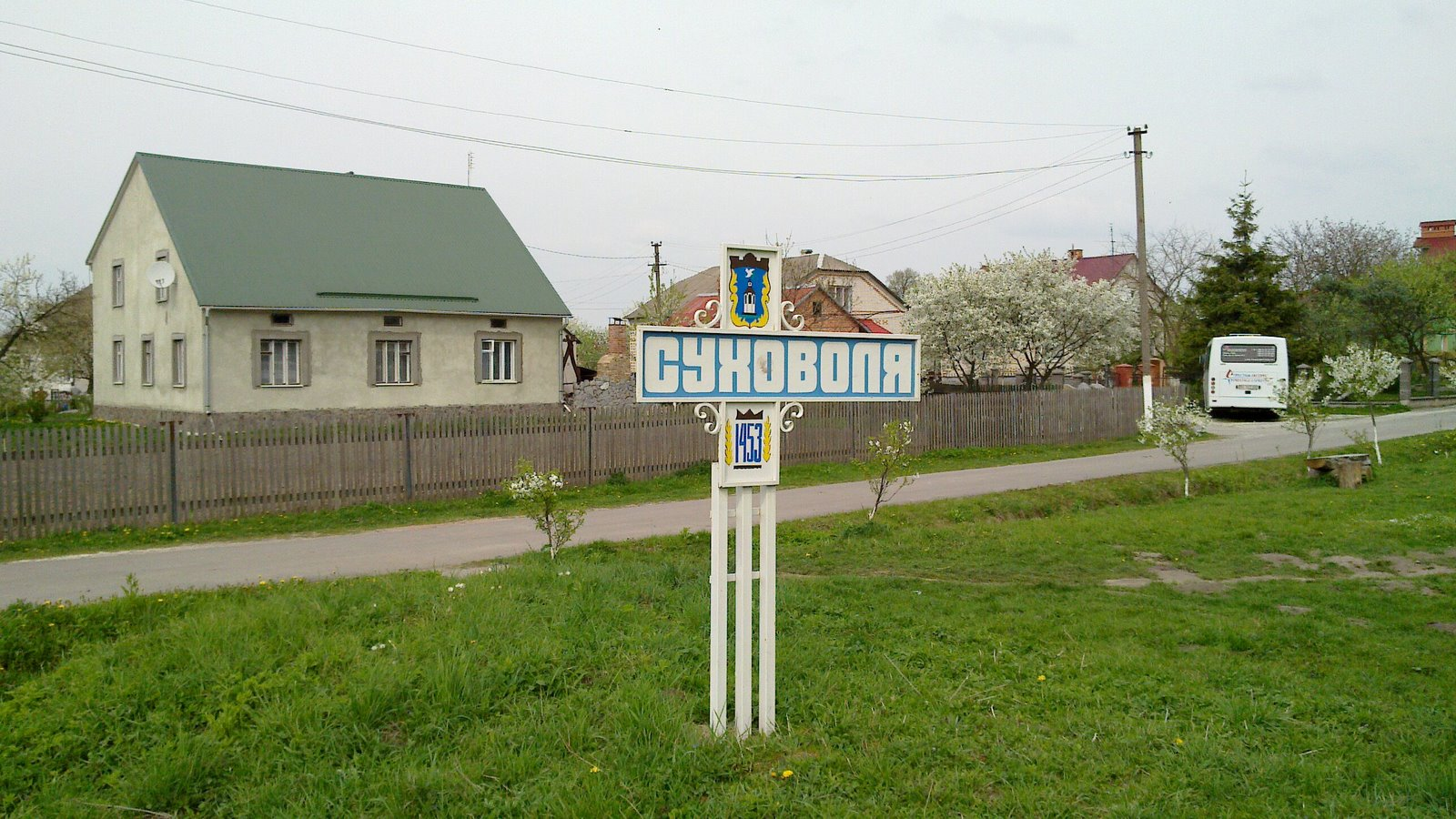

蘇霍沃利亞（羅馬化：Sukhovolia）是烏克蘭西部的村莊，隸屬利維夫州的利維夫區。該村面積9.52平方公里，海拔高度303米，2022年人口4000，人口密度每平方公里395.38人。